# 시게토역
시게토역(일본어: 繁藤駅)은 일본 고치현 가미시에 있는 시코쿠 여객철도 도산 선의 역이다. 역 번호는 D 35이며, 단선 · 섬식의 형태를 합친 복합 구조의 철도 역사이다.

## 타는 곳
| 1 | ■ 도산 선 | (상행)    | 오보케 · 아와이케다 방면      |
| 2 | ■ 도산 선 | (하행)    | 도사야마다 · 고멘 · 고치 방면 |
| 3 | ■ 도산 선 | 상행/하행 | 오보케 · 아와이케다 방면      |
| 3 | ■ 도산 선 | 상행/하행 | 도사야마다 · 고멘 · 고치 방면 |

## 역 주변
- 가미 시 시게토 출장소(香美市繁藤出張所)
- 아나나이가와 댐(穴内川ダム)

## 역사
- 1930년 6월 21일 : 아마쓰보역(天坪駅)으로서 개업.
- 1963년 10월 1일 : 시게토역으로 개칭.
- 1987년 4월 1일 : 민영화에 따라, 시코쿠 여객철도로 이관.

## 인접 정차역
| 시코쿠 여객철도 도산 선     | 시코쿠 여객철도 도산 선 | 시코쿠 여객철도 도산 선 |
| --------------------------- | ----------------------- | ----------------------- |
| D 34 가쿠모다니 다도쓰 방면 | 도산 선                 | 신가이 D 36 고치 방면   |